# トッリチェッラ・ペリーニャ
トッリチェッラ・ペリーニャ（イタリア語: Torricella Peligna）は、イタリア共和国アブルッツォ州キエーティ県にある、人口約1,300人の基礎自治体（コムーネ）。

## 地理

### 位置・広がり

#### 隣接コムーネ
隣接するコムーネは以下の通り。
- ボンバ
- コッレディマーチネ
- ジェッソパレーナ
- ラーマ・デイ・ペリーニ
- モンテネロドーモ
- ペンナドーモ
- ロッカスカレーニャ

## 行政

### 分離集落
トッリチェッラ・ペリーニャには、以下の分離集落（フラツィオーネ）がある。
- Colle del Ponte, Colle Zingaro, Fallascoso, Purgatoio, Riga Tre Confini, Santa Giusta, Madonna del Roseto